# Lessertia flexuosa
Lessertia flexuosa är en ärtväxtart som beskrevs av Ernst Meyer. Lessertia flexuosa ingår i släktet Lessertia och familjen ärtväxter. Inga underarter finns listade i Catalogue of Life.